# Guadalajara (Mexique)
Pour les articles homonymes, voir Guadalajara.
 (août 2017).
 (août 2017).
Si vous disposez d'ouvrages ou d'articles de référence ou si vous connaissez des sites web de qualité traitant du thème abordé ici, merci de compléter l'article en donnant les références utiles à sa vérifiabilité et en les liant à la section « Notes et références ».
Guadalajara (en espagnol : [ɡwaðalaˈxaɾa] ) est la capitale de l'État de Jalisco au Mexique. Elle est située à 540 km au nord-ouest de la capitale Mexico dans la vallée d'Atemajac, à 1 561 m d'altitude et à proximité du lac de Chapala.
La zone métropolitaine de Guadalajara, avec les municipalités Zapopan, Tlaquepaque, Tonalá, Tlajomulco de Zúñiga, Zapotlanejo et Ixtlahuacán del Río, forme une agglomération de plus de 4,1 millions d'habitants (2010). Avec 814 km2 c'est la ville du Mexique qui occupe la plus grande superficie, et la seconde par le nombre d'habitants, Mexico n'ayant pas le statut de ville mais d'entité fédérative. C'est le pôle économique et culturel de l'ouest du Mexique. C'est également une ville très touristique grâce notamment à son architecture coloniale.

## Histoire

### Des débuts laborieux
Après la chute de l'Empire aztèque en 1521, Hernán Cortés charge le conquistador Nuño Beltrán de Guzmán de conquérir les territoires à l'ouest de la Nouvelle-Espagne. Accompagné de 500 soldats espagnols et 15 000 esclaves aztèques, emmenés pour servir de guides et de travailleurs dans les nouvelles mines découvertes, il rencontre au début peu de difficulté à vaincre les chefs des indiens Caxcanes.
Son capitaine Cristóbal de Oñate fonde une première fois Guadalajara, le 5 janvier 1532 à Nochistlán dans l'actuel État de Zacatecas. La ville est nommée ainsi en l'honneur de la cité natale de Beltrán de Guzmán, Guadalajara en Castille. L'objectif des Espagnols était de consolider leurs conquêtes et de pouvoir se défendre face aux attaques des autochtones.
Mais l'emplacement se révèle peu propice, et le 19 mai 1533, Nuño de Guzmán et Cristóbal de Oñate décident de déplacer l'établissement vers un lieu plus accessible avec un meilleur approvisionnement en eau, et moins de tempêtes de sable. La ville est refondée à Tonalá dans l'actuel Jalisco. Mais les autochtones empêchent Nuño de Guzmán, qui a reçu le titre de Marquis de la Vallée de Tonalá, de développer la colonie : il décide donc fin 1534 de la déplacer de nouveau.
Nuño de Guzmán fonde pour la troisième fois la ville à Tlacotán en 1535, mais le nouvel emplacement se révèle peu propice à l'agriculture et manque de ressources naturelles, qui se trouvent dans les montagnes. De plus les indiens Caxcanes s'y sont retranchés et s'en servent de base pour attaquer les Espagnols.
Les 63 Espagnols survivants finissent par trouver un emplacement protégé contre les attaques des autochtones dans la Vallée de Atemajac : le 14 février 1542 Cristóbal de Oñate et Nuño de Guzmán fondent définitivement Guadalajara à son emplacement actuel. En août la ville reçoit de Charles Quint le brevet royal lui accordant droit de cité et armes.
Le 10 décembre 1560 Guadalajara devient la capitale de la Nouvelle-Galice avec le déplacement de l'Audiencia royale et de l'évêché depuis Compostela, se transformant en la principale ville de l'ouest de la Nouvelle-Espagne, région qui sert alors de pont commercial entre l'Europe et l'Extrême-Orient. Les principales ressources de la région sont l'élevage et l'agriculture (plus que l'exploitation minière) avec la fondation de grandes haciendas.

### La période coloniale et la guerre d'Indépendance

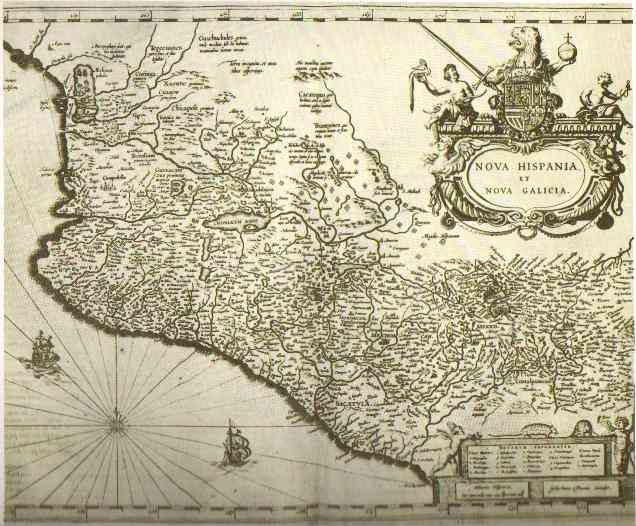
Carte de la partie occidentale de la Nouvelle-Espagne, issue de l'Atlas de Janssonio et Guiljelmus Blaew (XVI).

La cité s'agrandit au XVIIe siècle, notamment grâce à l'annexion des villages de Mezquitán, Analco y Mexicaltzingo en 1667. L'université de Guadalajara est inaugurée le 3 novembre 1792 dans les anciens locaux du Colegio Santo Tomás. En 1793, la première presse typographique de la région y est installée. La loi proclamée par le roi réformateur Charles III le 4 décembre 1786 crée un système d'intendances pour la Nouvelle-Espagne, qui aboutit au remplacement de la Nouvelle-Galice par une Intendance de Guadalajara aux pouvoirs et au territoire réduits. Ce système perdurera avec quelques modifications jusqu'à l'indépendance au début du siècle suivant.
Guadalajara joue un rôle important durant la Guerre d'indépendance du Mexique puisque le chef des insurgés Miguel Hidalgo y Costilla y proclame l'abolition de l'esclavage et que le célèbre journal El Despertador americano (Le réveil américain) y est publié. Le chef insurgé José Antonio Torres avait pris la ville le 11 novembre 1810. C'est également près de Guadalajara, à la bataille du pont de Calderón, que les insurgés d'Hidalgo et d'Ignacio Allende sont vaincus le 17 janvier 1811, entraînant la fin de la première phase de la Guerre d'indépendance.

### De l'Indépendance à la Révolution
Capitale de l'État du Jalisco, Guadalajara poursuit son expansion et renforce son rôle de métropole de l'ouest du Mexique au XIXe siècle. Elle subit néanmoins les conflits qui agitent le pays à cette époque : durant la Guerre de Réforme, le président Benito Juárez transfère la capitale fédérale à Guadalajara et il y échappe à une tentative d'assassinat (grâce à une intervention passée à la postérité de Guillermo Prieto)[pas clair] qui aurait mis fin au camp libéral. Durant l'invasion française, le gouverneur de Guadalajara Pedro Ogazón y mène un mouvement de rébellion jusqu'à la victoire.
Durant le régime de Porfirio Díaz, la ville est reliée par le chemin de fer à Nogales, Manzanillo et Mexico. Le célèbre kiosque à la française du centre-ville est un cadeau fait par l'autocrate à la cité. La ville est peu touchée par la Révolution, les combats se dirigeant vers la ville de Mexico.

### Période post-révolutionnaire
La ville est durant les années 1980 le bastion d'une importante entreprise criminelle, le cartel de Guadalajara de Miguel Ángel Félix Gallardo, impliquée principalement dans le trafic de cannabis, de cocaïne et d'héroïne à destination des États-Unis.

## Géographie
Le relief de la ville est plat mais elle est entourée par plusieurs collines dont le Cerro del Coli  et le volcan de la Primavera, toujours en activité. La région est soumise à une activité sismique modérée.
La ville de Guadalajara est située dans l'État de Jalisco, dans la Valle de Atemajac, qui en náhuatl signifie « lieu où l'eau se fourche », dans l'axe Néovolcanique. Il a une altitude moyenne de 1 570 m, la plupart sont des collines basses, dont le point culminant est le Cerro del Cuatro. La municipalité a le Río San Juan de Dios, qui est encastré, au nord avec le Río Santiago et le Arroyo Atemajac et au sud de la municipalité sont les sources du  Agua Azul Park. La commune de Guadalajara est la plus peuplée de l'état de Jalisco, son extension territoriale est de 187,91 km2 (commune), et plus de 850 km2 en agglomération. Le sol est d'origine volcanique ico et de la quaternaire et Tertiaire de l'ère cénozoïque, principalement à usage urbain. L'activité sismique est modérée à intense et l'activité volcanique est réduite au volcan Spring, dans la Sierra Primavera.

### Climat

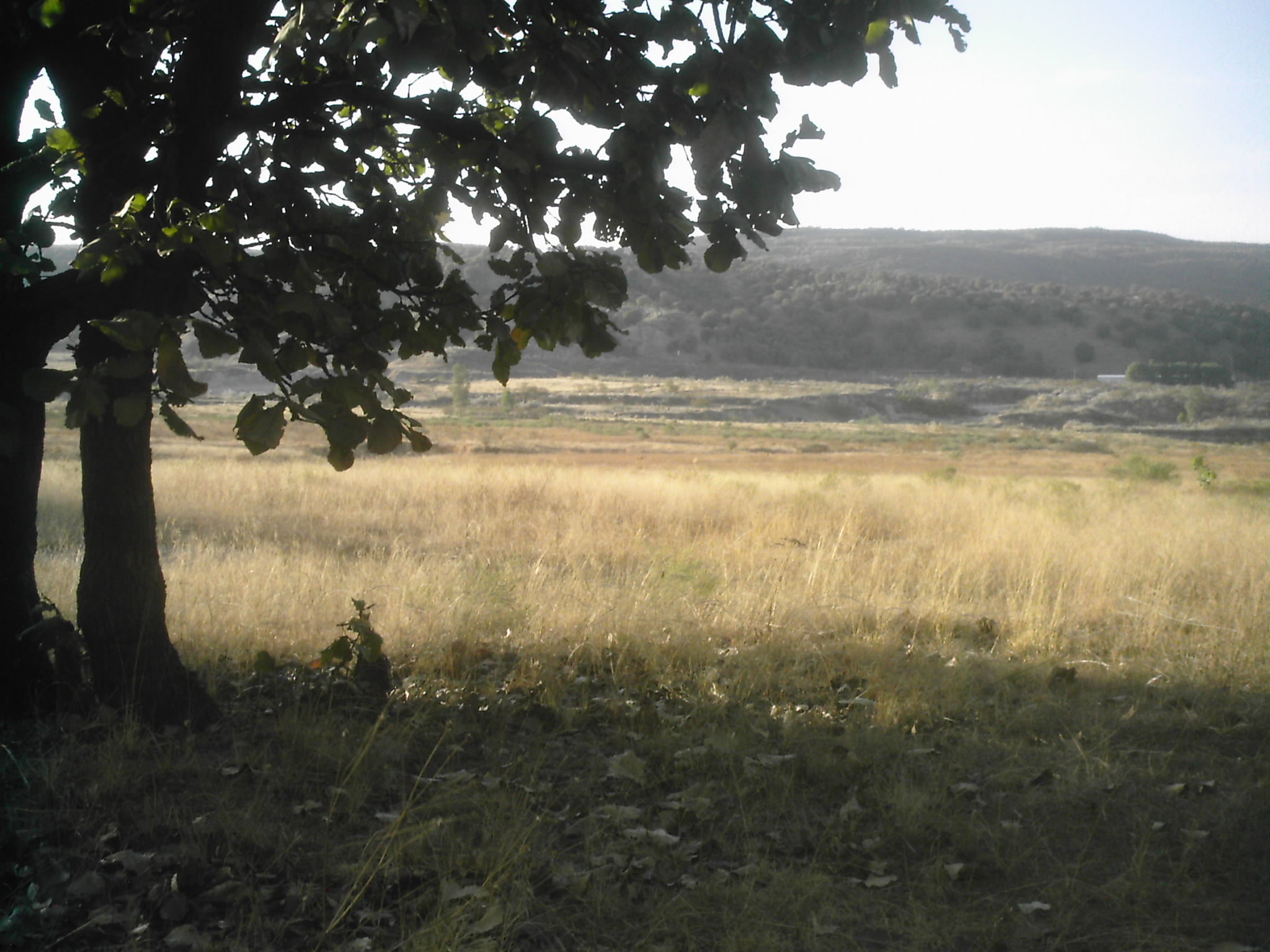
Forêt La Primavera (le printemps).

Le climat est tempéré avec une température moyenne d'environ 18 °C sur l'année.
Les jours de printemps sont tout au long de mai et début juin les plus secs et les plus chauds de l'année, avec des maximums qui dépassent parfois 35 °C, et avec des minimums variant entre 13 °C et 20 °C les nuits plus chaudes
Vient ensuite (en été) la saison des pluies qui a lieu après la première quinzaine de juin jusqu'à la fin octobre, présentant des tempêtes  avec une activité électrique intense, des vents forts et parfois de la grêle, en conséquence des températures les maximums tombent à une moyenne de 26,5 °C à cette période de l'année. De cette saison, le mois de juillet est le plus humide, le plus pluvieux et avec le plus de jours nuageux de toute l'année, c'est pour cette raison qu'il est le plus représentatif de la saison.
Vers l'automne et l'hiver les pluies sont réduites et cèdent la place aux journées ensoleillées et aux vents froids du nord. En hiver, la température minimale moyenne est de 5 °C, mais des gelées occasionnelles peuvent survenir, en particulier à la périphérie de la ville près de la municipalité de Zapopan, avec des températures pouvant descendre en dessous de −2 °C pendant les nuits les plus froides. Il est relativement courant que la température dans la ville de Guadalajara baisse à l'aube (vers 8 h 00) pour tomber à 1 °C ou 0 °C, au moins quatre fois, entre décembre, janvier et février. Les températures diurnes (en hiver) peuvent varier, entre 12 °C et 26 °C, selon qu'il y a pluvieux, ensoleillé ou front froid. Cependant, les journées chaudes sont nombreuses et même en février, les soirées peuvent varier de 28 à 30 °C. Pendant la saison des pluies, il y a eu des tornades; l'une des plus mémorables à ce jour[Quand ?] a été celle du 6 septembre 2010, mais la plus destructrice de ces derniers temps a été la  Tornado de Talpita. Ce phénomène enregistré le 27 juin 2018 à partir de 20h30, formé par un nuage en entonnoir avec des pluies intenses accompagnées de grêle et de vents jusqu'à 120 km/h, a causé des dégâts dans la partie orientale de la ville, mais surtout dans la colonie homonyme (Talpita), où il y a eu une destruction presque totale avec plus de 200 chutes d'arbres estimées dans toute la ville.
Un autre phénomène remarquable s'est produit aux premières heures du 30 juin 2019, au cours duquel il y avait une forte trombe, qui a laissé des inondations dans toute la ville et touché plus de 400 maisons dans le sud et l'est de la ville, où la grêle atteint plus d'un mètre de haut. Ceci est considéré comme l'une des tempêtes de grêle les plus graves de l'histoire de Guadalajara et a été un fait qui a résonné dans les médias internationaux.
La température historique maximale de 38,7 °C a été enregistrée le 6 mai 1994, bien que 38,5 °C aient été enregistrées le 9 mai 1998 et le 4 mai 2003. Le 31 mai 2018, elle a été enregistrée. une température de 37,7 °C devenant la plus élevée de 2004 à nos jours et la nuit la plus chaude de son histoire était le 5 juin 2020, enregistrant un minimum de 23,3 °C.
En revanche, la température la plus basse enregistrée était de −7,0 °C le 14 décembre 1997, lorsque pour la deuxième fois il a neigé dans la ville, 116 ans après la première chute de neige le 8 février 1881.
Comme dernier événement de même nature, on peut parler du 9 mars 2016, jour où du grésil est tombé dans le nord et l'ouest de la ville en raison d'une masse d'air polaire.
Il est à noter que le climat dans le nord de la ville est plus chaud en été, plus froid en hiver et avec moins de pluie. Alors que le climat du sud est moins chaud, moins froid et avec plus de pluie.
|                     | Jan | Fev | Mar | Avr | Mai | Juin | Juil | Août | Sep | Oct | Nov | Déc | Moy  |
| ------------------- | --- | --- | --- | --- | --- | ---- | ---- | ---- | --- | --- | --- | --- | ---- |
| Temp. max (°C)      | 24  | 26  | 28  | 30  | 32  | 30   | 27   | 27   | 27  | 27  | 26  | 24  | 27,3 |
| Temp. min (°C)      | 4   | 6   | 9   | 12  | 14  | 17   | 17   | 17   | 16  | 13  | 9   | 7   | 11,7 |
| Moy (°C)            | 16  | 17  | 19  | 21  | 23  | 23   | 22   | 22   | 22  | 20  | 18  | 16  | 18,2 |
| Precipitations (mm) | 18  | 5   | 3   | 8   | 33  | 168  | 249  | 208  | 150 | 48  | 18  | 13  | 76,7 |

### Ressources naturelles
La richesse naturelle de Guadalajara est représentée par la forêt printanière, Los Colomos et la Barranca de Huentitán. La flore se distingue par les pins de Michoacan, différentes espèces de chêne, de sapotillier, de frêne, de saule; et introduit des arbres comme les tabachines, les jacarandas et les ficus, en plus des orchidées, des roses, et de diverses espèces de champignons. La faune est réduite à la faune urbaine typique, en plus de 106 espèces de mammifères, 19 espèces de reptiles et six espèces de poissons.
La Barranca de Huentitán (également connue sous le nom de Barranca de Oblatos) est située au nord de la municipalité de Guadalajara. Elle mesure environ 1 136 hectares et a une profondeur moyenne de 600 mètres l'un de l'autre. La différence d'altitude de la courbe de niveau la plus haute (1 520 m) et la plus basse (1 000 m) est de 520 mètres à la pointe du rail funiculaire. Ce canyon est également appelé Oblates-Huentitán car il traverse 2 zones de la ville appelées respectivement Oblatos et Huentitán.
La cascade de Cola de Caballo: est située sur l'autoroute Guadalajara à Zacatecas (km 15) à quelques kilomètres du périphérique nord juste après avoir passé la ville de San Esteban. La cascade est formée par un ruisseau de la vallée d'Atemajac mais maintenant, étant si proche de Guadalajara et d'un quartier d'habitat pauvre, elle est très polluée.
Forêt urbaine ou forêt de Colomos, où se trouve le jardin japonais, située dans la partie nord-ouest de Guadalajara. Il est situé dans l'une des zones à plus forte valeur ajoutée, rendant impossible la préservation de sa surface d'origine. C'était l'une des principales sources d'approvisionnement de la ville et elle continue aujourd'hui de fournir ce liquide vital à certaines colonies voisines. Actuellement[Quand ?], cette forêt compte 92 hectares de masse forestière dans lesquels se détachent pins, eucalyptus et cèdres. Il a des attractions intéressantes et variées telles que: pistes de jogging, jardins, étangs, lac aux oiseaux, aires de pique-nique, jeux pour enfants, camping et chevaux.
Entre autres endroits sont également: Parc naturel aquatique de Camachos. Barranca de Huentitlán La nogalera. Barranca de Oblatos, Barranca Colimilla ou Río grande, jardin japonais dans la forêt des colons.

## Tourisme
La ville est découpée en plusieurs secteurs :
- centre historique ;
- Guadalajara, Zona centro (centre-ville) ;
- zone métropolitaine ;
- Zapopan ;
- Tlaquepaque ;
- Tonalá.

### Centre historique

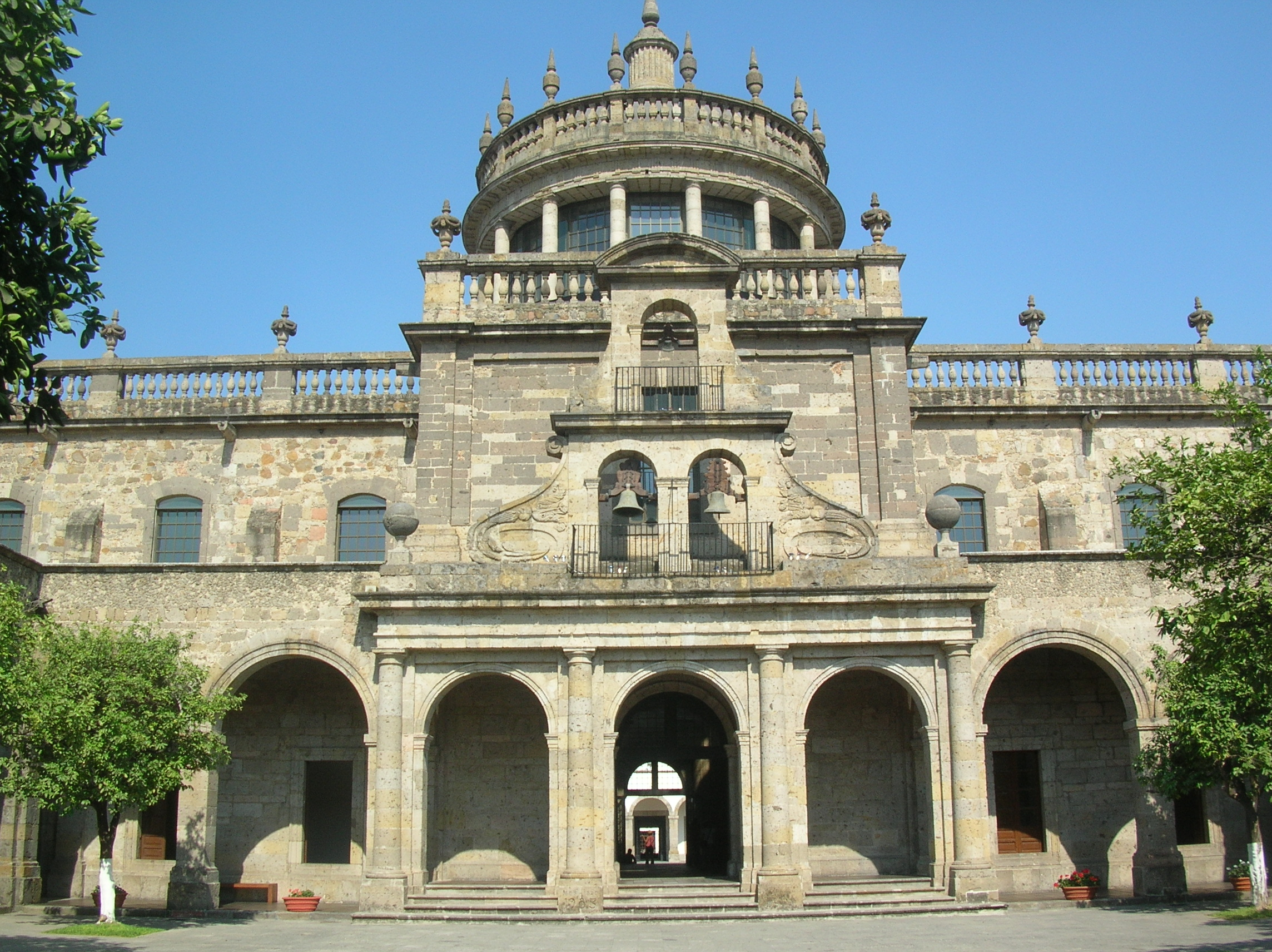
Institut Culturel Cabañas.

- Cathédrale de l'Assomption (Catedral de Guadalajara (Jalisco) (es))
- Le Palais de Justice
- Hospice Cabañas
- Le théâtre Degollado
- Le palais du gouvernement
- La mairie (palacio municipal)
- La Place de Guadalajarra
- La Place de la Libération
- La Rotonde des Grands Hommes de Jalisco
- La Place des Armes
- La Place Tapatia
- La Place des Fondateurs
- Les Armes de la Ville
- La fontaine de l'imolation à Quetzacoatl
- Le recoin du Diable et de la mort

## Guadalajara, Zone Centre
Le centre historique se situe dans la Zone Centre de Guadalajara. C'est la partie la plus ancienne de la ville, qui compte des bâtiments coloniaux, du début du XIXe siècle, de l'époque de l'intervention française et du gouvernement de Porfirio Díaz mais aussi des monuments modernes.
Quartiers historiques :
- San Juan de Dios (connu pour son marché) ;
- Santa Teresa ;
- San Felipe ;
- Analco (quartier originellement autochtone) ;
- Mezquitan ;
- Mexicaltzingo.

Dans cette zone se trouvent l'Expiatorio en style néogothique, l'ancien rectorat de l'Université de Guadalajara, les temples de San José à Analco, de San Francisco, de Nuestra Señora de Aranzazú, de San Juan de Dios, de San Felipe, de Nuestra Señora del refugio.

## Zone métropolitaine
La ville est aussi appelée La ciudad de las Rosas (La ville des Roses). La Zona Metropolitana de Guadalajara comprend plusieurs municipalités : Zapopan, Tlaquepaque, Tonala, El Salto, et Tlajomulco de Zunica.

## Religion

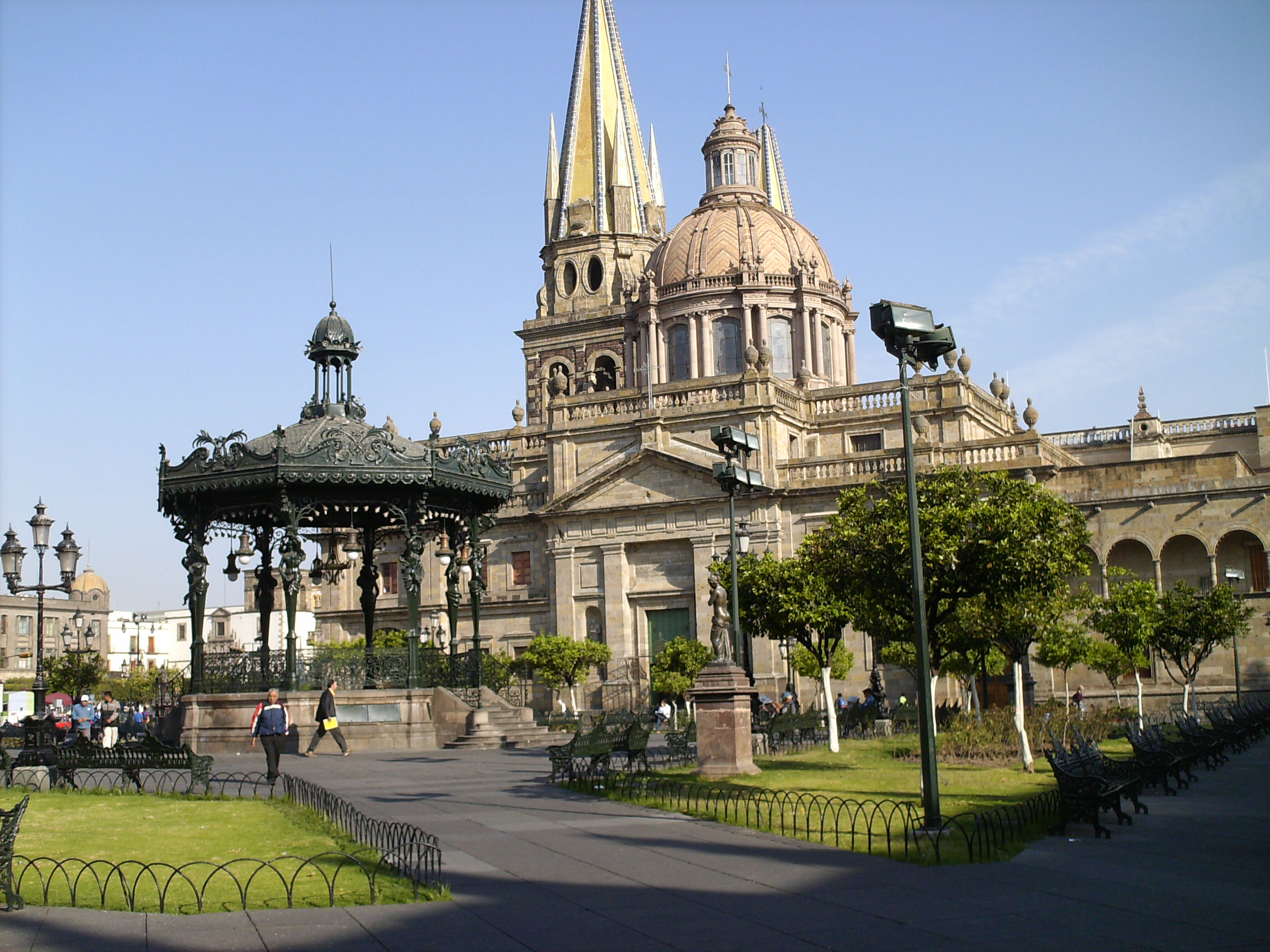
Vue de la cathédrale.

La population est à plus de 90 % catholique. La ville est le siège de l'archidiocèse de Guadalajara (avec plus de cinq millions de baptisés) avec sa cathédrale Renaissance dédiée à l'Assomption.
Bien que les saints patrons de Guadalajara soient Saint Michel Archange, Saint Jacques l'Apôtre et la Vierge de Guadalupe, le jour qui peut être désigné comme la plus grande fête religieuse de Guadalajara est le 12 octobre, le jour de l'image de la Vierge de Zapopan couvre l'itinéraire qui va de la cathédrale métropolitaine de Guadalajara à la basilique de Notre-Dame de l'attente à Zapopan. Cette procession est connue à Guadalajara sous le nom de "La Romería". Environ deux millions de personnes descendent dans les rues qui composent le parcours de l'image vénérée, dans une véritable fête de la ville, dans le meilleur des sens.
Le pèlerinage est le point culminant d'une fête religieuse qui dure pratiquement toute l'année, et qui consiste en la visite faite par l'image de Notre-Dame de l'attente de Zapopan à pratiquement toutes les chapelles et paroisses de la ville de Guadalajara.
Officiellement, les visites à l'image commencent en mai, juste avant le début de la saison des pluies, et durent jusqu'au 12 octobre, visitant deux paroisses par jour. En moyenne, trois cents paroisses pendant cette période par an. Les maisons et les rues sont ornées de confettis, de luzerne et de compositions florales à travers lesquelles l'image passe avant d'atteindre la paroisse ou la chapelle de chaque quartier.
Le dernier temple visité est la cathédrale métropolitaine, elle y arrive régulièrement le 9 octobre et y reste jusqu'au matin du 12, quand elle commence son retour à la basilique de Zapopan, son sanctuaire, dans ce que les Tapatíos appellent le Pèlerinage.
Cette dévotion est très particulière à Guadalajara et n'a aucun parallèle au Mexique, ni dans ses formes ni dans son histoire, histoire étroitement liée à la fondation même de Guadalajara en 1542, puisqu'en 1531 Fray Antonio de Segovia a parcouru la vallée d'Atemajac et de Zapopan, évangélisant les originaux de ces terres, accompagné de l'image de la Vierge de l'attente, qui est l'image originale qui fait le voyage chaque 12 octobre.

## Enseignement
- Preparatoria de Jalisco
- Université de Guadalajara

## Économie
L'économie de Guadalajara est active dans les trois secteurs économiques (activités économiques) que sont le primaire, le secondaire et le tertiaire. Les activités principales reposent sur le transit et le commerce de bovins, porcins, ovins, caprins, chevaux, volailles. Les activités secondaires sont basées dans les industries du textile et de la métallurgie. Guadalajara est la capitale industrielle de l'ouest du Mexique. L'industrie alimentaire exporte la plupart de ses produits (jus de fruits, conserves, confiseries, sauces et aliments en général). Dans l'industrie pharmaceutique, Guadalajara joue le rôle le plus important dans la production nationale, juste derrière le district fédéral, et est l'un des plus grands distributeurs du pays.
Guadalajara est connue sous le nom de «Silicon Valley» mexicaine en raison du développement de l'industrie électronique : c'est le principal fabricant de logiciels du pays et le plus grand fabricant de composants électroniques et numériques pour appareils de pointe, hébergeant des sociétés telles que General Electric, IBM, Kodak, Intel, Hewlett-Packard, Siemens, Flextronics, Foxconn, Gateway, Sanmina-SCI, Dell, Solectron et BlackBerry.
La ville est également un pionnier de la production et de l'exportation de textiles dans tout le pays et l'un des plus grands distributeurs de vêtements au Mexique. Créateurs de mode, photographes, agences, coordinateurs, mannequins et personnes de ce secteur sont soutenus par la Chambre de l'Industrie de l'habillement (CAINVE) et la Chambre de l'Industrie de la Chaussure (CAIC) à travers la Chambre de Commerce, la ville accueille l'événement de mode le plus important au Mexique; Intermodal.

## Culture

### Musées
- Museo de Arqueología de Occidente
- Museo de las Artes de la Universidad de Guadalajara
- Museo de Cera (Guadalajara)
- Museo del Ejército y Fuerza Aérea
- Museo de Paleontología de Guadalajara, Federico A. Solórzano Barreto
- Museo de las Artes populares de Jalisco
- Musée Raúl Anguiano

### Événements
- La Feria Internacional del Libro de Guadalajara (México) (es) (Foire internationale du livre) est un des rendez-vous littéraires les plus importants du monde hispanique[7].
- Le Festival Internacional de Cine en Guadalajara (FICG)
- Guadalajara a été désignée par l'Unesco comme capitale mondiale du livre pour l'année 2022[8].

## Personnalités nées à Guadalajara
- Luis Barragán (1902-1988), architecte
- Gael García Bernal (*1978), acteur
- David Luna (*1948), décorateur
- Valentín Gómez Farías (1781-1858), président
- Katy Jurado (1924-2002), actrice
- Maná, groupe de musique
- Descartes a Kant, groupe de rock
- Francisco Márquez (1834-1847)
- Lorena Ochoa (*1981), golfeuse professionnelle
- Román Adame Rosales
- Oswaldo Sánchez (*1973)
- Juan Soriano (1920-2006), sculpteur
- Gómez Suárez de Figueroa (1567-1634)
- Guillermo del Toro (*1964), réalisateur
- Ignacio Vallarta (1830-1893)
- Alejandro Zhon, architecte
- Alejandro Colunga (*1948), artiste
- Javier Hernandez (*1988), footballeur
- Sergio Pérez (*1990), pilote automobile
- Jorge Blanco (1991) acteur Disney
- Guillermo Ochoa (*1985) footballeur
- Andrés Guardado (*1986) footballeur
- Lenia Ruvalcaba (*1986) judokate
- Canelo Álvarez (*1990) boxeur
- Carlos Salcedo (*1993) footballeur
- Vicente Fernández (1940-2021), chanteur
- Susana Dosamantes (1948-2022), actrice mexicaine.

## Jumelages
| Ville | Ville                   | Pays | Pays               | Période                    |
| ----- | ----------------------- | ---- | ------------------ | -------------------------- |
|       | Alajuela                |      | Costa Rica         |                            |
|       | Albuquerque             |      | États-Unis         |                            |
|       | Arequipa                |      | Pérou              |                            |
|       | Athènes                 |      | Grèce              |                            |
|       | Brasilia                |      | Brésil             |                            |
|       | Brownsville             |      | États-Unis         |                            |
|       | Cali                    |      | Colombie           |                            |
|       | Ceuta                   |      | Espagne            |                            |
|       | Cigales                 |      | Espagne            |                            |
|       | Ciudad Guzmán           |      | Mexique            |                            |
|       | Cracovie                |      | Pologne            |                            |
|       | Culiacán                |      | Mexique            | depuis le 12 décembre 2011 |
|       | Curitiba                |      | Brésil             |                            |
|       | Daejeon,                |      | Corée du Sud       | depuis le 18 avril 1997    |
|       | Dagupan                 |      | Philippines        |                            |
|       | Downey                  |      | États-Unis         |                            |
|       | Duarte                  |      | États-Unis         |                            |
|       | Dublin                  |      | Irlande            |                            |
|       | Hagåtña                 |      | États-Unis         |                            |
|       | Juliaca                 |      | Pérou              |                            |
|       | Kyoto                   |      | Japon              | depuis le 20 octobre 1980  |
|       | Lansing                 |      | États-Unis         |                            |
|       | Laredo                  |      | États-Unis         |                            |
|       | Liverpool               |      | Royaume-Uni        |                            |
|       | Luxembourg              |      | Luxembourg         |                            |
|       | Malabo                  |      | Guinée équatoriale |                            |
|       | Maracaibo               |      | Venezuela          |                            |
|       | Milan                   |      | Italie             |                            |
|       | Oaxaca de Juárez        |      | Mexique            |                            |
|       | Osaka                   |      | Japon              |                            |
|       | Oñati                   |      | Espagne            |                            |
|       | Panama                  |      | Panama             |                            |
|       | Portland                |      | États-Unis         |                            |
|       | Pristina                |      | Kosovo             |                            |
|       | province de Guadalajara |      | Espagne            |                            |
|       | Saint-Pétersbourg       |      | Russie             | depuis 2011                |
|       | San Antonio,            |      | États-Unis         | depuis le 26 août 1974     |
|       | San José                |      | États-Unis         |                            |
|       | Séville                 |      | Espagne            |                            |
|       | Tegucigalpa             |      | Honduras           |                            |
|       | Toulouse                |      | France             |                            |
|       | Tucson                  |      | États-Unis         |                            |
|       | Valladolid              |      | Espagne            |                            |
|       | Washington              |      | États-Unis         |                            |
|       | Wrocław                 |      | Pologne            |                            |

## Méga-projets
Il y a actuellement (environ) quatre méga-projets en cours de développement à Guadalajara :
- la Torrena : une tour qui sera la plus haute de la ville pour des activités commerciales, touristiques, bureaux, et télécommunication. Elle est actuellement en construction ;
- le Centre JVC : un immense complexe de bâtiments et d'allée pour des activités culturelles. Actuellement, Jorge Vergara du Groupe Omnilife concentre ses efforts sur le nouveau stade de las Chivas de Guadalajara dont il est le propriétaire.[réf. nécessaire] ;
- le Centre Culturel Universitaire ;
- les Jeux panaméricains de 2011 : un ensemble de projets urbains sont en œuvre pour cette occasion entre équipements sportifs et aménagements urbains ;
- le musée Guggenheim de Guadalajara a été abandonné en 2009[17].

## Galerie

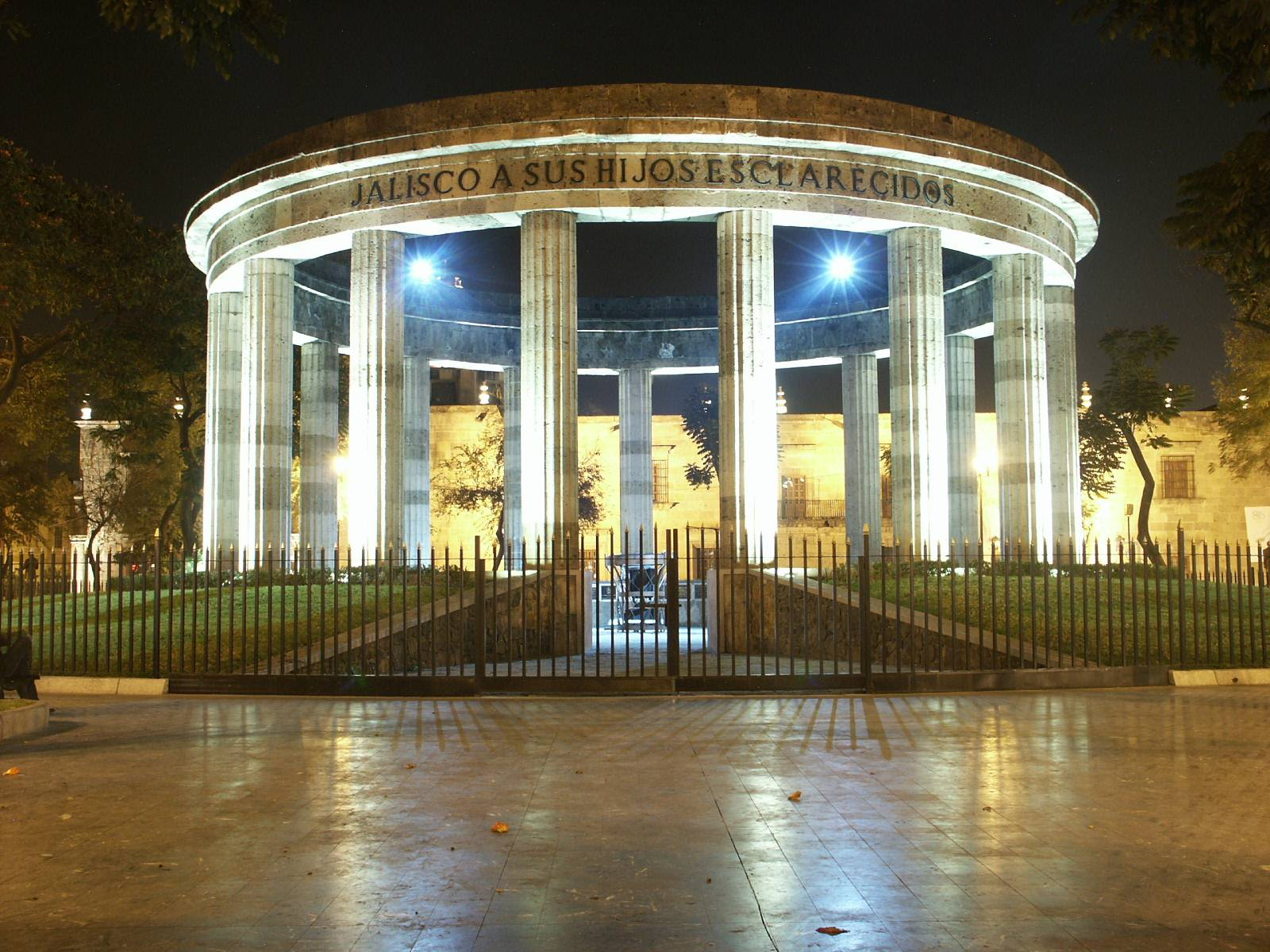
Rotonde des Grands Hommes de Jalisco dans la nuit.
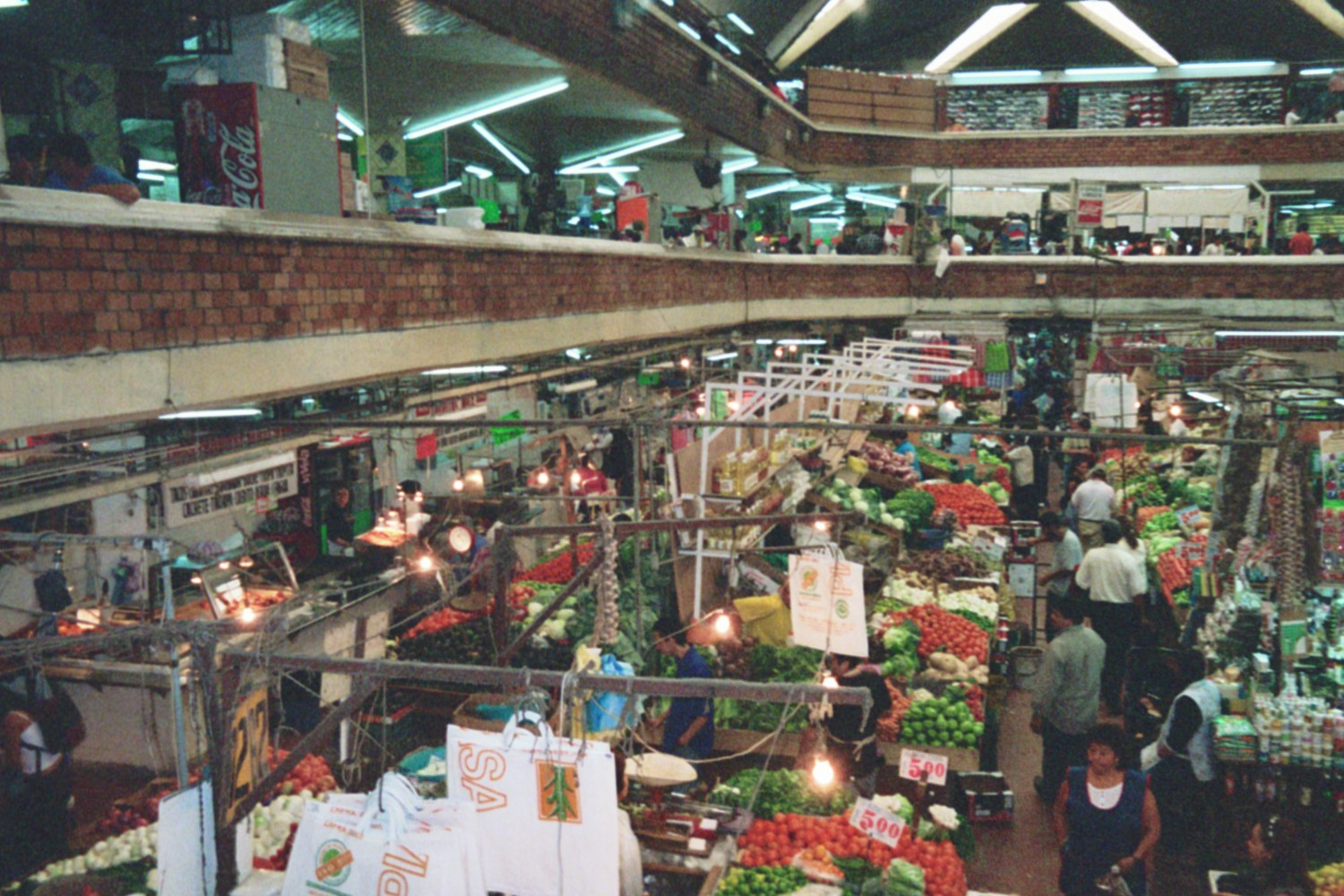
Marché couvert de San Juan de Dios à Guadalajara.
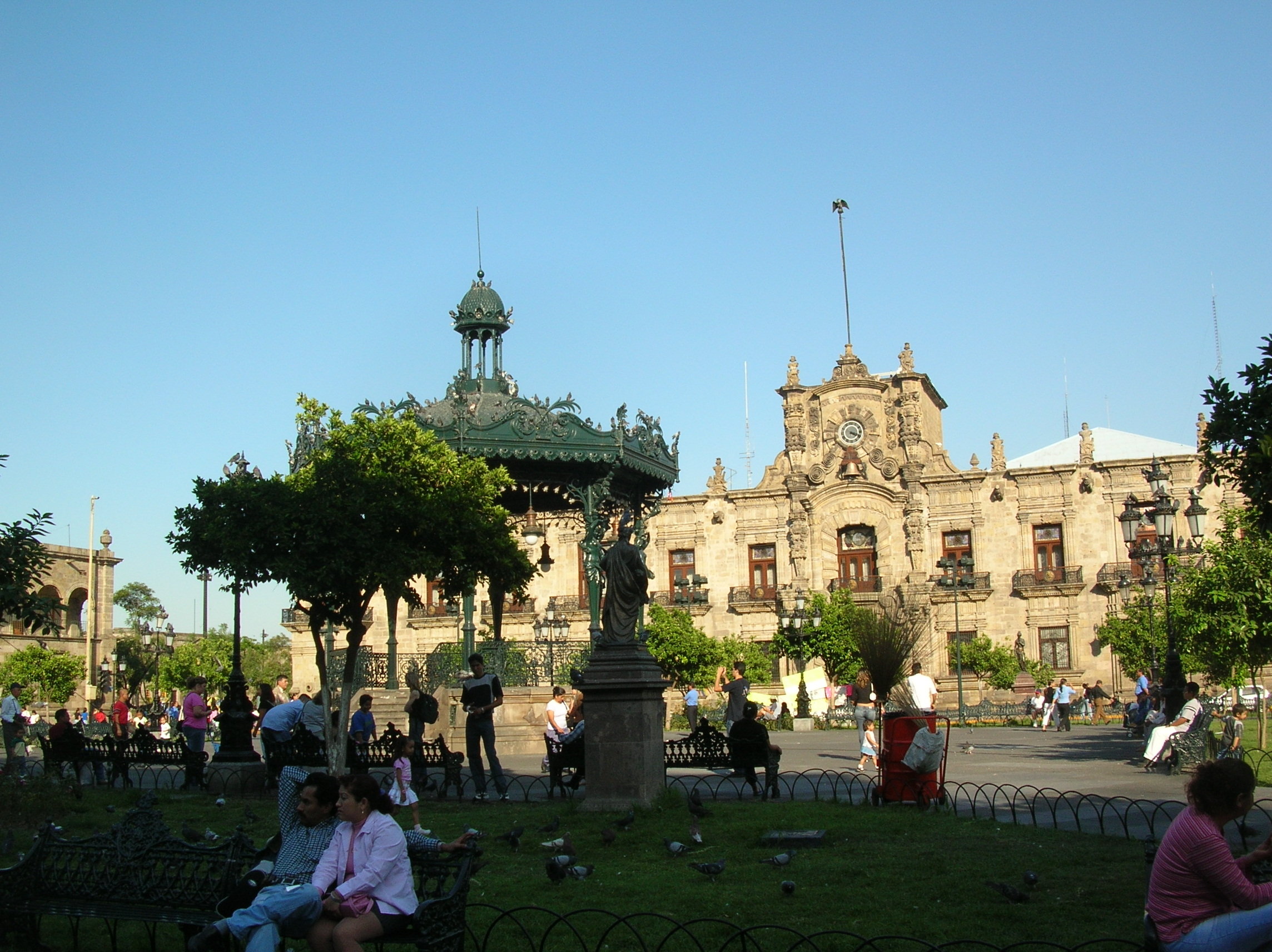
Palais du Gouvernement et Place des Armes.
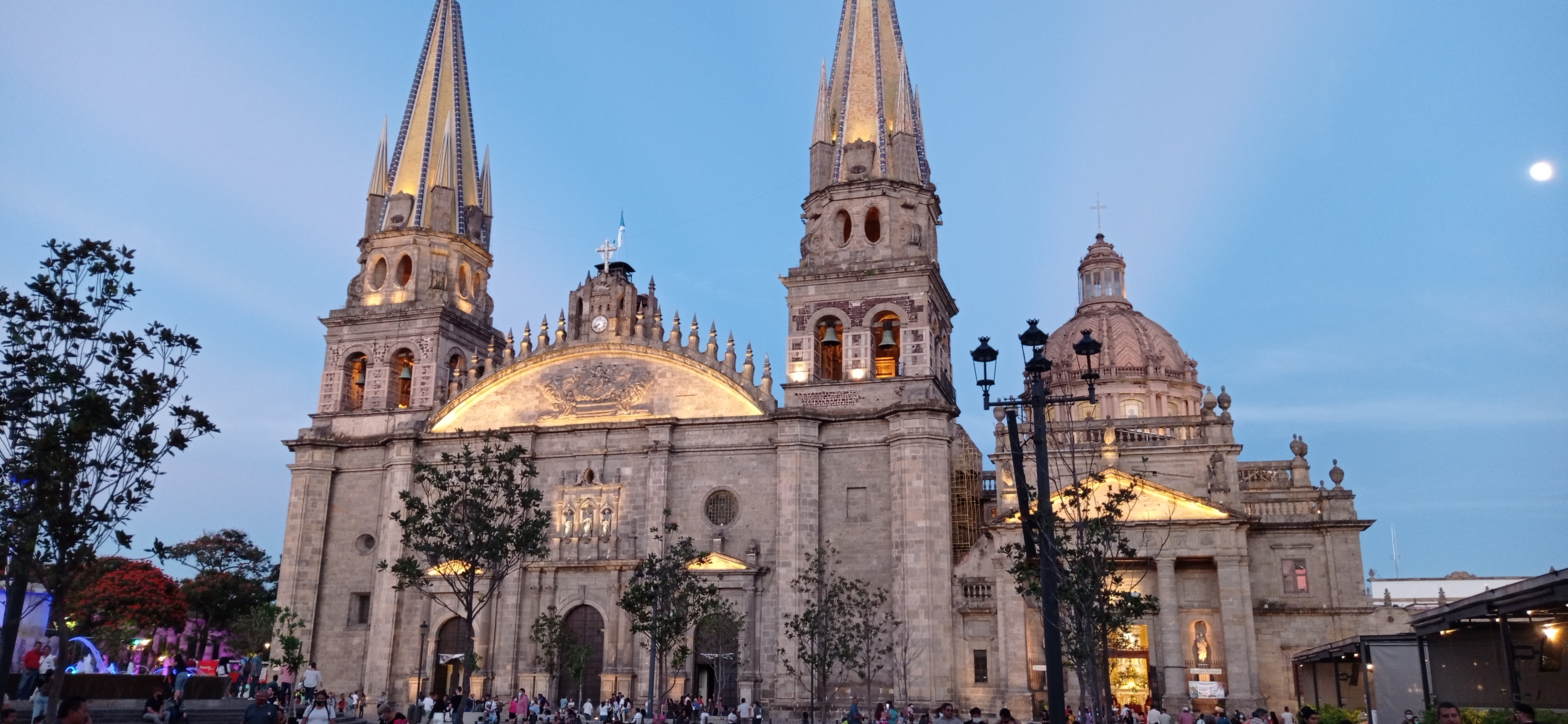
Cathédrale de Guadalajara.

## Crédit d'auteurs
- (es) Cet article est partiellement ou en totalité issu de l’article de Wikipédia en espagnol intitulé « Guadalajara (Jalisco) » (voir la liste des auteurs).